# Strasbourg International 1997
Die Strasbourg International 1997 im Badminton fanden vom 9. bis zum 11. Mai 1997 in Strasbourg statt. Auf der IBF-Turnierskala erreichte es die Wertung B.

## Finalergebnisse
| Disziplin    | Sieger                     | Finalist                         | Ergebnis     |
| ------------ | -------------------------- | -------------------------------- | ------------ |
| Herreneinzel | Hargiono                   | Guntur Hariono                   | 15-9, 15-3   |
| Dameneinzel  | Hariati                    | Tatiana Vattier                  | 11-6, 11-5   |
| Herrendoppel | Hargiono Guntur Hariono    | Robert Larsson Paul Ottoson      | 18–15, 15–13 |
| Damendoppel  | Rikke Broen Helle Stærmose | Sandrine Lefèvre Tatiana Vattier | 15-3, 15-7   |
| Mixed        | Janek Roos Rikke Broen     | Vincent Laigle Sandrine Lefèvre  | 15-7, 15-4   |